# Cinderella (2021)
Cinderella is een Amerikaans-Britse romantische musicalfilm uit 2021, gebaseerd op het sprookje Assepoester. Deze film werd geschreven en geregisseerd door Kay Cannon. In de hoofdrol wordt vertolkt door de zangeres Camila Cabello.

## Verhaal
Ella is een ambitieuze jonge vrouw die ervan droomt haar eigen winkel te beginnen, Dresses by Ella. Nadat ze in het voorbijgaan de aandacht van Prins Robert trekt, vermomt hij zich als een gewone burger en gaat op pad in de hoop haar te ontmoeten. Robert vindt Ella tussen de lokale marktkramers, die een van haar creaties proberen te verkopen.Hij koopt haar jurk voor drie keer de oorspronkelijke prijs en nodigt Ella uit voor een aankomend bal, waar hij belooft dat ze zich kan mengen met mensen van over de hele wereld die haar ontwerpen willen kopen.
Op de dag van het bal verbiedt Ella's stiefmoeder Vivian haar om te komen, omdat Ella al ten huwelijk is beloofd aan Thomas, de groentehandelaar. Vivian gooit inkt op Ella's jurk, waardoor alleen haar eigen dochters Malvolia en Narissa aanwezig kunnen zijn. Maar dan komt de goede fee haar te hulp, die er voor zorgt dat ze toch naar het bal kan. Daar ontmoet ze koningin Tatiana, die aanbiedt om Ella mee te nemen over de hele wereld als haar persoonlijke naaister. Ze ontmoet ook Roberts zus prinses Gwen, die de jurk draagt die Ella hem op de markt verkocht. Wanneer Robert Ella ten huwelijk vraagt, weigert ze en legt uit dat het huwelijk een einde zal maken aan haar dromen om kleermaker te worden, die eindelijk binnen handbereik zijn. Om middernacht vlucht Ella weg het bal nadat ze haar schoen naar een van de koninklijke bedienden heeft gegooid, die haar probeert te vangen.
Met de hulp van koningin Beatrice accepteert koning Rowan dat Robert met een gewone burger wil trouwen, en geeft hem het glazen muiltje terwijl hij naar Ella op zoek gaat. Ella wordt herenigd met Robert in een bos, waar ze hun liefde voor elkaar belijden en elkaar kussen. 

## Rolverdeling
- Camila Cabello als Assepoester (Ella)
- Idina Menzel als Vivian, de stiefmoeder
- Minnie Driver als Koningin Beatrice
- Pierce Brosnan als Koning Rowan
- Nicholas Galitzine als prins Robert
- Billy Porter als de goede fee
- Maddie Baillio als Malvolia
- Charlotte Spencer als Narissa
- James Corden als James de muis
- James Acaster als John de muis
- Romesh Ranganathan als Romesh de muis
- Talluh Greive als koningin Tatiana
- Rob Beckett als Thomas Cecil

## Productie
In april 2019 werd door Sony Pictures aangekondigd dat er een muzikale film van Assepoester zou gemaakt worden, met Kay Cannon als schrijver en regisseur en Camila Cabello in de hoofdrol. De film werd geproduceerd door James Corden, via Fulwell 73, samen met Leo Pearlman, Jonathan Kadin en Shannon McIntosh.

### Filmopnames
De belangrijkste filmopnames gingen van start in februari 2020 in de Pinewood Studios en werden in maart 2020 opgeschort vanwege de coronapandemie. De productie werd hervat in augustus 2020 en afgerond in september.

## Release en ontvangst
Cinderella ging op 30 augustus 2021 in première in het Greek Theatre in Los Angeles alvorens op 3 september 2021 een beperkt bioscooprelease te krijgen en via de streamingsdienst Prime Video te worden uitgezonden. De film kreeg matige kritieken van de filmcritici, met een score van 41% op Rotten Tomatoes, gebaseerd op 135 beoordelingen.